# Овсяникова Діана Валентинівна
Діана Валентинівна Овсяникова (нар. 17 червня 1979, Київ) — українська джазова співачка (сопрано), колишня вокалістка гурту «Lush Life», органістка, композитор, педагог.

## Життєпис
Мама — вихователька дитсадка, батько — військовий. Співала з дитячих років на шкільних концертах. У 14 років записалася до дитячого хору «Любисток», у 17 років вже співала в хорі костелу святого Олександра. Згодом охрещена у римо-католицькій традиції. Вважає християнство важливою частиною свого життя.
За наполяганням батьків закінчила дефектологічний факультет, спеціальність «тифлопедагогіка» Національного педагогічного університету імені М. П. Драгоманова у 2001-му.
Водночас навчалася співати у вечірній музичній школі ім. Стеценка. Щоб оплачувати заняття з музики, підробляла доглядальницею. Хоча батьки не надто підтримували творчі мрії доньки, перший мікрофон подарував батько.
В 1999 році захопилася джазом. У 2000 році одружилася з українським музикантом, джаз-гітаристом Сергієм Овсяниковим. Зі слів Діани 
| Джазу мене навчав чоловік. Він розказав мені про ритм. Я слухала Пата Метені, Майлза Девіса, Чарлі Паркера. Це дало мені добрий старт. Я ще не мала того вокального звучання, але вже могла озвучити тему, завдяки тому, що трішки спіймала свінг |.
Для осягнення джазової манери протягом року брала приватні уроки з вокалу і за цей час розвинула академічний голос з діапазоном на три октави й опанувала прийоми свінгу та груву. Слухаючи світових виконавців на каналі «YouTube» вибрала стиль циганського джазу. Згодом почала виконувати перші українські пісні у стилі свінг.
У 2003 році народила доньку Марію, у 2015 Діана народила сина Лева, у 2017-му сина Всеволода.
З 2016 почала працювати органісткою костелу святого Олександра (англійська меса).
Станом на березень 2020 року Овсяникова працює органісткою в парафії Івана Павла II в місті Ворзель на Київщині та пише пісні.

## Творчість
У 2008—2017 рр. Овсяникова була вокалісткою «Lush Life» — першого українського гурту, який грав у стилі циганського джазу.
У цей час, у 2009 році був знятий відеокліп гурту на пісню «Каву з молоком», яка стала першою її композицією в ритмі свінг.
13 січня 2010 року в Києві гурт представив програму «Кава з молоком» у рамках проєкту «Тема з варіаціями. Live», перший концерт циклу був присвячений 100-річчю легендарного гітариста Джанго Рейнарта, засновника жанру «циганський джаз».
У 2010 пісня «Sad love song» гурту «Lush Life» стала саундтреком до американського фільму «Biker Ann»[джерело?], де героїня співала голосом Діани Овсяникової. Того ж вийшов перший альбом «Кава з молоком».
У 2011 знятий кліп на пісню «Безнадійна любов».
У 2012 відбувся концерт «Lush Life» у штаб-квартирі НАТО (Брюссель) на дипломатичному прийомі на честь чемпіонату Європи з футболу Євро-2012.
У 2014 гурт створив пісню «Україна назавжди», метою якої було об'єднання країни у важкі часи. Тоді в складі «Lush Life» були представлені різні регіони України: вокаліста Діана Овсяникова та Іван Литвинов (контрабас) — Київ, Богдан Вільчик (ритм-гітара) — Червоноград, Львівщина, Валентин Корнієнко (гітара) — Харків, Сергій Овсяников (гітара, лідер гурту) — Краматорськ, Денис Боєв (скрипка) — Сміла (Черкащина).
Через творчу паузу Овсяникової у зв'язку з народженням синів «Lush Life» фактично розпався.
Овсяникова написала український текст на мелодію Майлза Девіса «Donna Lee».
У 2015 році в проєкті «Зе Бітлз. Історія кохання» Овсяникова заспівала пісні «The Beatles» українською в перекладах Тетяни Бєляєвої. Того ж року написала текст на мелодію Сергія Овсяникова «Jazz box»
У вересні 2016 Овсяникова поклала на музику вірші Тетяни Череп-Пероганич «Цю осінь я придумала сама» — це її перша композиторська робота.
У 2016 Сергій Овсяников створив формацію «Oat People» і запросив Діану стати вокалісткою, у 2017[уточнити] вона брала участь у записі альбому «The land»
У 2018 Овсяникова розробила аранжування для підручника з англійської мови для 1-го класу (автор Тетяна Бєляєва). Підручник отримав гриф МОН і за ним навчаються в майже 10 000 українських школах.
У червні 2019 записала сингл «Кохаємо» на вірші Тетяни Череп-Пероганич.
Участь у фестивалях та проєктах
2010
- фестиваль «Слов'янський базар», джазова сцена (Вітебськ).
- фестиваль «ГОГОЛЬFEST» (Київ)

2011
- фестиваль «Джаз Коктебель» (Коктебель)
- участь у програмі «ЩО? ДЕ? КОЛИ?» (Київ)

2013
- фестиваль «Альфа Джаз фест»
- Блю Бей фестиваль в м. Коктебель і концерт с Андреасом Обергом та Сергієм Овсяниковим

2016
- Осінній джазовий марафон
- запис «The Peakocks» з Валентином Корнієнком та Сергієм Овсяниковим[4]

2017
- участь у проєкті «Oat People»